# 126 aC
El 126 aC va ser un any del calendari romà prejulià. Durant la República i l'Imperi Romà es coneixia com l'Any del Consolat de Lèpid i Orestes o també any 628 Ab urbe condita o de la fundació de la ciutat). L'ús del nom «126 aC» per referir-se a aquest any es remunta a l'alta edat mitjana, quan el sistema Anno Domini va ser el mètode de numeració dels anys més comú a Europa.

## Esdeveniments

### Imperi Selèucida
- Alexandre II Zabinas, amb suport dels egipcis i dels jueus, entra a Síria, derrota Demetri II, usurpa el tron i es proclama rei. Demetri fuig a Tir, una de les ciutats de Fenícia que encara li eren lleials, però la ciutat cau en mans d'Alexandre II junt amb altres ciutats fenícies. Fa presoner a Demetri, que és enverinat per la seva muller Cleòpatra Tea junt amb el seu fill Seleuc V Filomètor.[2][3]
- Seleuc V Filomètor, el fill gran de Demetri II Nicàtor i de Cleòpatra Tea, a la mort del seu pare es proclama rei de l'Imperi Selèucida, oposant-se a Alexandre II Zabinas, però la seva mare, que havia matat Demetri, s'indigna de que s'hagi proclamat rei sense reconèixer la seva autoritat i prova de matar-lo. Sembla que Cleòpatra Tea mata també al seu fill quasi immediatament i proclama rei a un altre fill amb el nom d'Antíoc VIII Grif, però alguns autors atribueixen a Seleuc un mandat d'un any.[4]

### República Romana
- Marc Emili Lèpid i Luci Aureli Orestes són elegits cònsols.[5]
- Mani Aquil·li, que era cònsol l'any 129 aC i havia posar fi a la guerra contra Aristònic de Pèrgam va portar Aristònic a Roma, però no és fins aquest any que rep finalment els honors del triomf per les seves victòries a Àsia, ja que en tornar a Roma, Publi Corneli Lèntul l'acusa d'una mala administració a la seva província. És absolt després de subornar els jutges.[6][7]

### Sardenya
- El Senat envia al cònsol Orestes a Sardenya (Sardinia) per sotmetre als habitants de l'illa que s'havien revoltat contra Roma.
- Amb Orestes serveixen a Sardenya Gai Semproni Grac com a qüestor i Marc Emili Escaure.[8]

### Xina
- El general i diplomàtic Zhang Qian torna d'una missió d'exploració a l'Àsia Central. Amb aquesta exploració s'inicia l'obertura de la Ruta de la seda que connecta la Xina amb el Mediterrani. Zhang Qian descriu Ferganà, la Sogdiana (Samarcanda) i la Bactriana, els territoris dels Wu-sun, dels Yuezhi i dels Aorses, i esmenta els Parts i l'Índia. Porta vinyes d'Uzbekistan, però el vi només té un us medicinal.[9]

## Naixements
- Quint Rosci, actor còmic romà.[10]

## Necrològiques
- Demetri II Nicàtor, fugint d'Alexandre II Zabinas és derrotat prop de Damasc i fet presoner. Mor sota tortura.[2]